# De Havilland Hornet
Де Хевілленд Горнет (англ. De Havilland Hornet) — британський двомоторний винищувач створений на базі De Havilland Mosquito. «Горнет» розроблявся компанією de Havilland в другій половині Другої світової війни з власної ініціативи, і зрештою був прийнятий на озброєння. Проте серійні машини були готові вже після закінчення війни і «Горнет» використовувався тільки в колоніальних війнах Британії, зокрема під час війни в Малайї.

## Історія

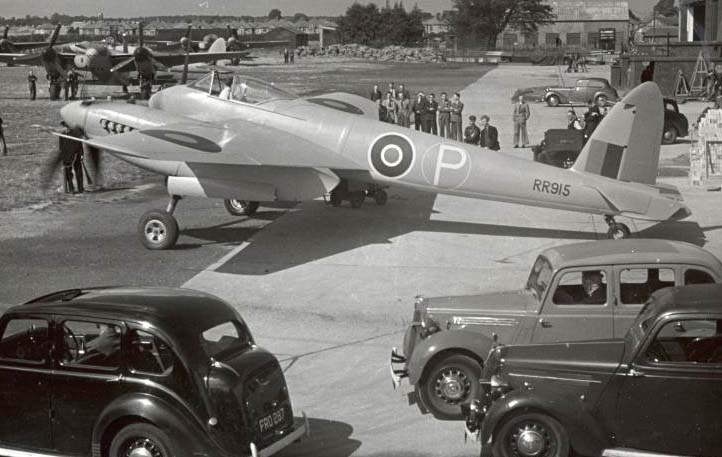
Прототип DH.103

Хоча восени 1941 року виробничі потужності de Havilland були зайняті виробництвом De Havilland Mosquito, і деяких менших моделей, інженерний відділ не був настільки завантажений і міг розробляти дизайни нових літаків. В результаті такої незайнятості були розроблені попередні дизайни літаків DH.101, Vampire, а з листопада 1942 року почались роботи над двомоторним ескортним винищувачем під позначенням DH.103 для використання проти Японії в Південно-східній Азії і Океанії. Проєкт будувався на основі нових, значно вужчих, двигунах Rolls-Royce Merlin в максимально обтічних капотах і в результаті був прийнятий міністерством авіації, а також під нього було видано специфікацію F.12/43.
Перший прототип DH.103 піднявся в повітря 28 липня 1944 року, за ним був готовий другий, який був пристосований для підвіски додаткових паливних баків і бомб під крилами. В результаті випробувань літак був прийнятий на озброєння під позначенням «Горнет F.1» (англ. Hornet F.1), і на початку 1945 року було зроблено замовлення на виготовлення 60 машин.
На озброєння Королівських ВПС «Горнети» надійшли тільки в березні 1946 року, коли ними почала оснащуватись 64-а ескадрилья. Загалом «Горнетами» було оснащено чотири ескадрильї на Британських островах і ще три на Близькому сході.

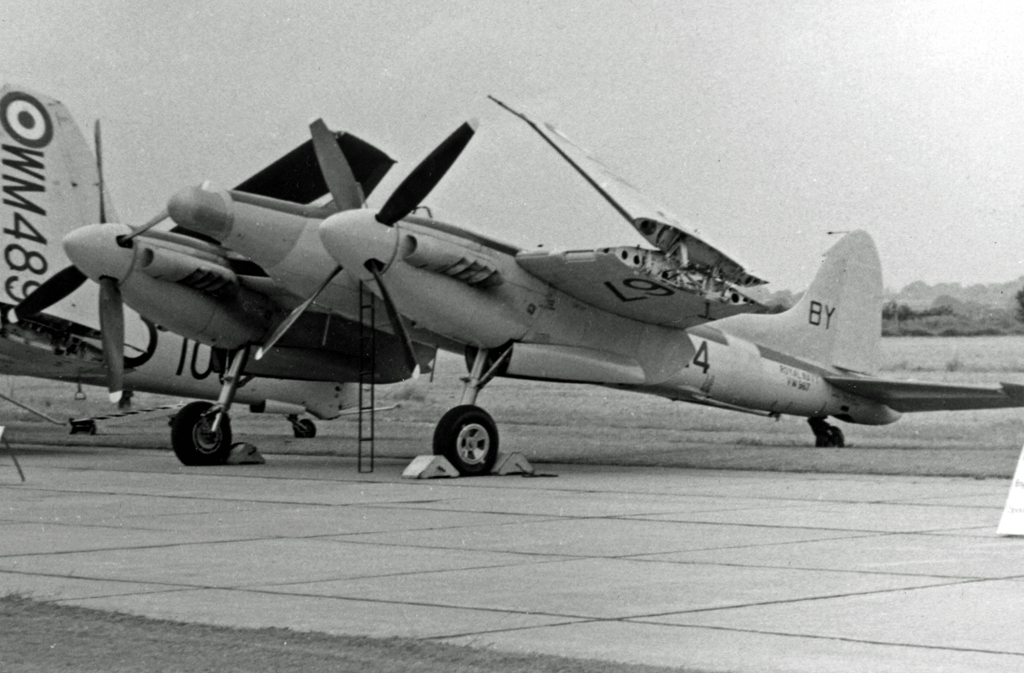
Sea Hornet NF.21 з складеними крилами в 1955 році.

Після виготовлення першої партії з 60 літаків, в дизайн були внесені зміни: розмір баків зріс з 1637 літрів до 2455, а також збільшено горизонтальні хвостові поверхні. Ця модифікація отримала позначення F.3. Остання партія літаків виготовлялась в вигляді винищувача-розвідника з передбаченими камерами і отримала позначення RF.4.
Окрім ВПС літаками зацікавився флот, який саме шукав потенційний палубний винищувач для використання на Близькому сході. Тому ще в 1944 році три F.1 було перероблено для використання на авіаносцях. Літак отримав складні крила, гальмівний гак, пристосування для катапульти і морський радар. Перший з цих літаків піднявся в повітря (з сухопутної бази) 19 квітня 1945 року, а третій прототип вже проходив випробування на борту авіаносця «Оушн». Результати випробувань виявились успішними і літак був запущений в серійне виробництво під специфікацією N.5/44 і військовим позначенням «Cі Горнет F Mk.20» (англ. Sea Hornet F Mk.20). На його основі також було створено двомісний нічний винищувач NF.21.

## Тактико-технічні характеристики

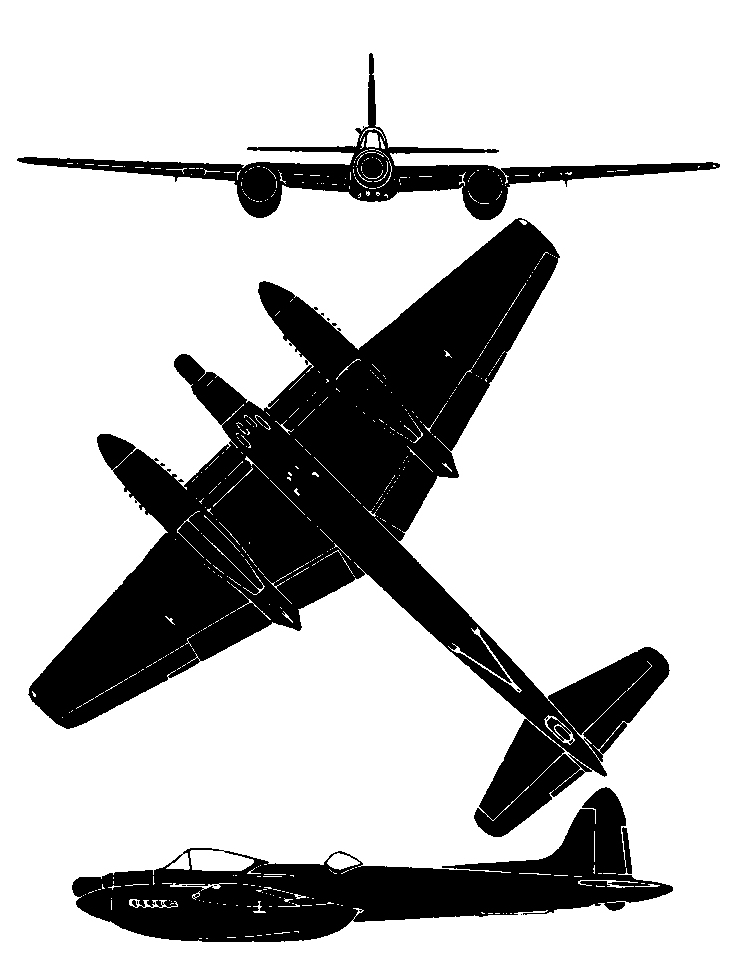
Sea Hornet NF.21

Дані з Consice Guide to British Aircraft of World War II

### Технічні характеристики
- Екіпаж: 1 особа
- Довжина: 11,18 м
- Висота: 4,32 м
- Розмах крила: 13,72 м
- Площа крила: 33,54 м²
- Маса порожнього: 5842 кг
- Максимальна злітна маса: 9480 кг
- Двигуни: 2 × Rolls-Royce Merlin 133/134
- Потужність: 2 × 2030 к. с. (1514 кВт)

### Льотні характеристики
- Максимальна швидкість: 760 км/год на 6705 м.
- Дальність польоту: 2414 км (з підвісними паливними баками)
- Практична стеля: 11 430 м

### Озброєння
- Стрілецьке:
  - 4 × 20-мм гармати в носі літака
- Підвісне:
  - 8 × 27 кг некерованих ракет або
  - 907 кг бомб